# Dělení Karpat

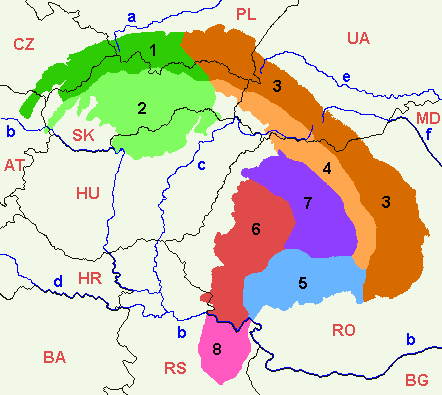
Dělení Karpat: (1) Vnější Západní Karpaty, (2) Vnitřní Západní Karpaty, (3) Vnější Východní Karpaty, (4) Vnitřní Východní Karpaty, (5) Jižní Karpaty, (6) Rumunské Západní Karpaty, (7) Transylvánská vysočina, (8) Srbské Karpaty.
Řeky: (a) Visla, (b) Dunaj, (c) Tisa, (d) Sáva, (e) Dněstr, (f) Prut.

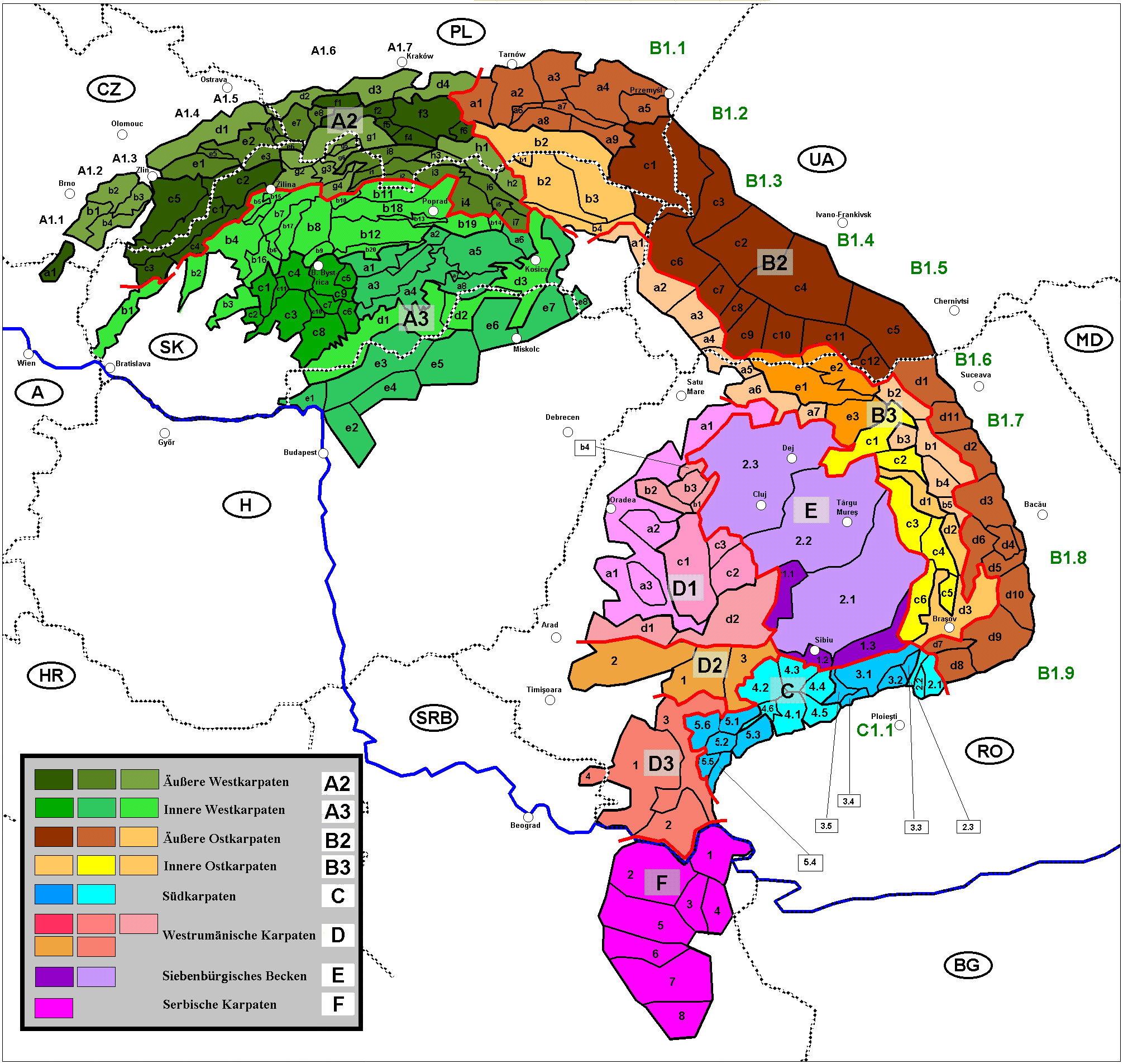
Podrobnější mapa dělení Karpat

Karpaty se z hlediska českého i slovenského geomorfologického členění považují za subsystém Alpsko-himálajského systému. Jejich dělení na provincie, subprovincie, oblasti a celky je jednotné v odborných kruzích v Česku a na Slovensku, dobře na ně navazuje i členění polské. Členění v ostatních zemích, zejména na Ukrajině a v Rumunsku, není propracované tak detailně ani podle stejných kritérií.
Tradičně se Karpaty dělí na tři provincie:[zdroj?] Západní, Východní a Jižní Karpaty. V rumunském pojetí se ale za Jižní Karpaty považuje pouze jejich nejvyšší, ze západu na východ se táhnoucí pásmo. Rumunské Západní Karpaty (nezaměňovat se Západními Karpatami na severu) se posuzují samostatně, stejně jako Transylvánská vysočina i Srbské Karpaty.
Podle českého a slovenského geomorfologického členění tvoří hranici mezi Západními a Východními Karpatami Kurovské neboli Tyličské sedlo (polsky Przełęcz Tylicka), ležící ve výšce 683 m n. m. na slovensko-polské hranici mezi Ľubovnianskou a Ondavskou vrchovinou. Podle polského členění Jerzyho Kondrackiego patří ještě celé Nízké Beskydy do západokarpatské provincie a dotyčná hranice prochází až Lupkovským průsmykem v Laborecké vrchovině.
Jako hranice mezi Východními a Jižními Karpatami se často uvádí průsmyk Predeal (1033 m n. m.) na spojnici Brașova a údolí Prahovy, avšak podle Čížka a kol. se „za rozhraní mezi Východními a Jižními Karpatami dnes neuznává tzv. klasická hranice, tj. údolí řeky Prahova a posunuje se do údolí řeky Dîmbovița a kuloáru Rucar – Bran.“ Na západě se Jižní Karpaty stýkají s rumunskými Západními Karpatami (Carpații Occidentali), přičemž hranice probíhá údolími řek Cerna a Timiș.
České, slovenské a polské členění dělí Západní i Východní Karpaty na vnější flyšové a vnitřní (krystalické, vulkanické aj.) pásmo. V Rumunsku bývají členěny Východní Karpaty ležící na rumunském území na tři samostatné geografické skupiny (severní, střední a jižní) a ne na Vnější a Vnitřní Východní Karpaty:
- Maramurešské a Bukovinské Karpaty (Carpații Maramureșului și Bucovinei, MMB)
- Moldavsko-transylvánské Karpaty (Carpații Moldo-Transilvani, MMT)
- Obloukové Karpaty (Carpații de Curbură / Carpații Curburii, MC)

Transylvánská plošina někdy nebývá považována za součást Karpat. Srbské Karpaty bývají někdy přiřazovány k Jižním Karpatům, někdy naopak vůbec nebývají považovány za součást Karpat.[zdroj?]
Níže použité zkratky států, na jejichž území Karpaty zasahují:

Geografická mapa Karpat: Karpatský oblouk od Vídně a Bratislavy až po Srbské Karpaty

- [AT] = Rakousko
- [CZ] = Česko
- [HU] = Maďarsko
- [PL] = Polsko
- [RO] = Rumunsko
- [RS] = Srbsko
- [SK] = Slovensko
- [UA] = Ukrajina

## Západní Karpaty[CZ/SK/PL/AT/HU]

### 1.1Vněkarpatské sníženiny
subprovincie, [AT/CZ/PL]
- 1.1.1 Západní Vněkarpatské sníženiny [AT/CZ] (oblast)
  - 1.1.1.1 Weinviertler Hügelland [AT]
  - 1.1.1.2 Dyjsko-svratecký úval [CZ]
  - 1.1.1.3 Vyškovská brána [CZ]
  - 1.1.1.4 Hornomoravský úval [CZ]
  - 1.1.1.5 Moravská brána [CZ]
- 1.1.2 Severní Vněkarpatské sníženiny [CZ/PL] (oblast)
  - 1.1.2.1 Ostravská pánev [CZ]
  - 1.1.2.2 Kotlina Oświęcimska [PL]
  - 1.1.2.3 Krakovská brána [PL]

### 1.2Vnější Západní Karpaty
[AT/CZ/SK/PL], subprovincie
- 1.2.1 Jihomoravské Karpaty / Österreichisch-Südmährische Karpaten [CZ/AT] (oblast)
  - 1.2.1.1 Mikulovská vrchovina [CZ]
  - 1.2.1.2 Niederösterreichische Inselbergschwelle [AT]
- 1.2.2 Středomoravské Karpaty [CZ] (oblast)
  - 1.2.2.1 Ždánický les
  - 1.2.2.2 Litenčická pahorkatina
  - 1.2.2.3 Chřiby
  - 1.2.2.4 Kyjovská pahorkatina
- 1.2.3 Slovensko-moravské Karpaty [CZ/SK] (oblast)
  - 1.2.3.1 Bílé Karpaty / Biele Karpaty [CZ/SK]
  - 1.2.3.2 Javorníky [CZ/SK]
  - 1.2.3.3 Myjavská pahorkatina [SK]
  - 1.2.3.4 Považské podolie [SK]
  - 1.2.3.5 Vizovická vrchovina [CZ]
- 1.2.4 Západobeskydské podhůří / Pogórze Zachodniobeskidzkie [CZ/PL] (oblast)
  - 1.2.4.1 Podbeskydská pahorkatina [CZ]
  - 1.2.4.2 Pogórze Śląskie [PL]
  - 1.2.4.3 Pogórze Wielickie [PL]
  - 1.2.4.4 Pogórze Wiśnickie [PL]
- 1.2.5 Západní Beskydy / Západné Beskydy / Beskidy Zachodnie [CZ/SK/PL] (oblast)
  - 1.2.5.1 Hostýnsko-vsetínská hornatina [CZ]
  - 1.2.5.2 Moravskoslezské Beskydy / Moravsko-sliezske Beskydy [CZ/SK]
  - 1.2.5.3 Turzovská vrchovina [SK]
  - 1.2.5.4 Jablunkovská brázda [CZ]
  - 1.2.5.5 Rožnovská brázda [CZ]
  - 1.2.5.6  Jablunkovské mezihoří / Jablunkovské medzihorie / Międzygórze Jabłonkowskie [CZ/SK/PL]
  - 1.2.5.7 Slezské Beskydy / Beskid Śląski [CZ/PL]
  - 1.2.5.8 pokračuje v Polsku jako Kotlina Żywiecka [PL]
- 1.2.6 Beskidy Zachodnie [PL] (oblast)
  - 1.2.6.1 Beskid Mały
  - 1.2.6.2 Beskid Makowski
  - 1.2.6.3 Beskid Wyspowy
  - 1.2.6.4 Gorce
  - 1.2.6.5 Kotlina Rabczańska
  - 1.2.6.6 Kotlina Sądecka
- 1.2.7 Stredné Beskydy / Beskidy Zachodnie [SK/PL] (Střední Beskydy) (oblast)
  - 1.2.7.1 Oravské Beskydy [SK] + Beskid Żywiecki [PL]
  - 1.2.7.2 Kysucká vrchovina [SK]
  - 1.2.7.3 Oravská Magura [SK]
  - 1.2.7.4 Oravská vrchovina [SK]
  - 1.2.7.5 Podbeskydská brázda [SK]
  - 1.2.7.6 Podbeskydská vrchovina [SK]
- 1.2.8 Východné Beskydy / Beskidy Zachodnie [SK/PL] (Východní Beskydy) (oblast)
  - 1.2.8.1 Beskid Sądecki [PL] + Ľubovnianska vrchovina [SK]
  - 1.2.8.2 Čergov [SK] + Góry Czerchowskie [PL]
  - 1.2.8.3 Pieniny [SK/PL] (podle polského členění řazeny do Podhôľno-magurské oblasti)
- 1.2.9 Podhôľno-magurská oblasť / Obniżenie Orawsko-Podhalańskie (Podhôľno-magurská oblast) [SK/PL] (1) (oblast)
  - 1.2.9.1 Skorušinské vrchy [SK] + Pogórze Spisko-Gubałowskie [PL]
  - 1.2.9.2 Podtatranská brázda / Rów Podtatrzański [SK/PL]
  - 1.2.9.3 Spišská Magura [SK] + Pogórze Spisko-Gubałowskie [PL]
  - 1.2.9.4 Levočské vrchy [SK]
  - 1.2.9.5 Bachureň [SK]
  - 1.2.9.6 Spišsko-šarišské medzihorie [SK]
  - 1.2.9.7 Šarišská vrchovina [SK]
  - 1.2.9.8 Oravská kotlina [SK] + Kotlina Orawsko-Nowotarska [PL]

### 1.3Vnitřní Západní Karpaty
(Vnútorné Západné Karpaty / Wewnętrzne Karpaty Zachodnie / Északnyugati-Kárpátok belső vonulata / Innere Westkarpaten; [SK/PL/HU/AT/], subprovincie)
- 1.3.1 Slovenské rudohorie / Gömör-Szepesi-érchegység  [SK/HU] (Slovenské rudohoří) (oblast)
  - 1.3.1.1 Veporské vrchy [SK]
  - 1.3.1.2 Spišsko-gemerský kras [SK]
  - 1.3.1.3 Stolické vrchy [SK]
  - 1.3.1.4 Revúcka vrchovina [SK]
  - 1.3.1.5 Volovské vrchy [SK]
  - 1.3.1.6 Čierna hora [SK]
  - 1.3.1.7 Rožňavská kotlina [SK]
  - 1.3.1.8 Slovenský kras [SK] + Észak-Borsodi karszt [HU]
- 1.3.2 Fatransko-tatranská oblasť / Łańcuch Tatrzański / Fatra-Tatra-Gebiet [SK/PL/AT]  (Fatransko-tatranská oblast) (1) (oblast)
  - 1.3.2.1 Malé Karpaty [SK] + Hainburger Berge [AT]
  - 1.3.2.2 Považský Inovec [SK]
  - 1.3.2.3 Tríbeč [SK]
  - 1.3.2.4 Strážovské vrchy [SK]
  - 1.3.2.5 Súľovské vrchy [SK]
  - 1.3.2.6 Žiar [SK]
  - 1.3.2.7 Malá Fatra [SK]
  - 1.3.2.8 Veľká Fatra [SK]
  - 1.3.2.9 Starohorské vrchy [SK]
  - 1.3.2.10 Chočské vrchy [SK]
  - 1.3.2.11 Tatry [SK/PL]
  - 1.3.2.12 Nízke Tatry [SK]
  - 1.3.2.13 Kozie chrbty [SK]
  - 1.3.2.14 Branisko [SK]
  - 1.3.2.15 Žilinská kotlina [SK]
  - 1.3.2.16 Hornonitrianska kotlina [SK]
  - 1.3.2.17 Turčianska kotlina [SK]
  - 1.3.2.18 Podtatranská kotlina [SK]
  - 1.3.2.19 Hornádska kotlina [SK]
  - 1.3.2.20 Horehronské podolie [SK]
- 1.3.3 Slovenské stredohorie [SK] (Slovenské středohoří) (oblast)
  - 1.3.3.1 Vtáčnik
  - 1.3.3.2 Pohronský Inovec
  - 1.3.3.3 Štiavnické vrchy
  - 1.3.3.4 Kremnické vrchy
  - 1.3.3.5 Poľana
  - 1.3.3.6 Ostrôžky
  - 1.3.3.7 Javorie
  - 1.3.3.8 Krupinská planina
  - 1.3.3.9 Zvolenská kotlina
  - 1.3.3.10 Pliešovská kotlina
  - 1.3.3.11 Žiarska kotlina
- 1.3.4 Lučensko-košická zníženina [SK/HU] (Lučensko-košická sníženina) (oblast)
  - 1.3.4.1 Juhoslovenská kotlina [SK] + Középsö-Ipoly-medence [HU] + Borsodi-dombság [HU]
  - 1.3.4.2 Bodvianská pahorkatina [SK]
  - 1.3.4.3 Košická kotlina [SK] + Hernádvölgy-medence [HU]
- 1.3.5 Matransko-slanská oblast / Északi-középhegység [SK/HU] (oblast)
  - 1.3.5.1 Börzsöny [HU] + Burda [SK]
  - 1.3.5.2 Gödöllő dombság [HU]
  - 1.3.5.3 Cerová vrchovina [SK] + Cserhát-hegység [HU]
  - 1.3.5.4 Mátra [HU]
  - 1.3.5.5 Bukové hory (maďarsky Bükk)  [HU]
  - 1.3.5.6 Csereháti dombság [HU]
  - 1.3.5.7 Slanské vrchy [SK] + Zempléni-hegység (Tokaji-hegység) [HU]
  - 1.3.5.8 Zemplínske vrchy [SK]

## Východní Karpaty[SK/PL/UA/RO]

### 2.1Vněkarpatské sníženiny(2)
[PL/RO/UA] (subprovincie)
- 2.1.1 Kotlina Sandomierska [PL] + Sans'ko-Dnistrovs'ka rivnyna [UA]
- 2.1.2 Verchn'odnistrovs'ka rivnyna [UA]
- 2.1.3 Drohobyc'ka vysočyna [UA]
- 2.1.4 Pridnistrovs'ka rivnyna [UA]
- 2.1.5 Pokuts'ka vysočyna [UA]
- 2.1.6 Bukovyns'ka vysočyna [UA] + Podișul Sucevei [RO]
- 2.1.7 Culoarul Moldova-Siret [RO]
- 2.1.8 Subcarpații Moldovei [RO]
- 2.1.9 Subcarpații Munteniei [RO]
- 2.1.10 Subcarpații Varncei [RO]
- 2.1.11 Subcarpații Buzâului [RO]
- 2.1.12 Subcarpații Prahovei [RO]

### 2.2Vnější Východní Karpaty
(Vonkajšie Východné Karpaty / Zewnętrzne Karpaty Wschodnie / Carpații Orientali Exteriori / Зовнішні Східні Карпати; [SK/PL/RO/UA], subprovincie)
- 2.2.1 Pogórze Środkowobeskidzkie [PL] (3) (oblast)
  - 2.2.1.1 Pogórze Rożnowskie
  - 2.2.1.2 Pogórze Ciężkowickie
  - 2.2.1.3 Pogórze Strzyżowskie
  - 2.2.1.4 Pogórze Dynowskie
  - 2.2.1.5 Pogórze Przemyskie
  - 2.2.1.6 Obniżenie Gorlickie
  - 2.2.1.7 Kotlina Jasielsko-Krośnieńska
  - 2.2.1.8 Pogórze Jasielskie
  - 2.2.1.9 Pogórze Bukowskie
- 2.2.2 Nízke Beskydy / Beskidy Środkowe [SK/PL] (Nízké Beskydy) (3) (oblast)
  - 2.2.2.1 Busov [SK]
  - 2.2.2.2 Ondavská vrchovina [SK]
  - 2.2.2.3 Beskid Niski [PL] + Laborecká vrchovina [SK]
  - 2.2.2.4 Beskydské predhorie [SK]
- 2.2.3 Beskidy Wschodnie / Poloniny / Schidni Beskydy [PL/SK/UA] (oblast)
  - a) Beskidy Lesiste [PL]+ Lisystyj Beskyd [UA]
  - 2.2.3.1 Bieszczady (nebo Bieszczady Zachodnie) [PL] + Góry Sanocko-Turzańskie [PL] + Bukovské vrchy [SK] + Verchovyns'kyj Vododil'nyj chrebet [UA]
  - 2.2.3.2 Skolivs'ki Beskydy [UA] (částečně nebo úplně také známy jako Vysoki Beskydy, část ukrajinských Východních Beskyd (Schidni Beskydy))
  - 2.2.3.3 Verchn'odnistrovs'ki Beskydy [UA] (součástí Schidni Beskydy)
  - 2.2.3.4 Gorgany [UA]
  - 2.2.3.5 Pokutsko-Bukovinské Karpaty [UA]
  - b) Polonyns'kyj chrebet [UA]
  - 2.2.3.6 Polonyna Rivna
  - 2.2.3.7 Polonyna Boržava
  - 2.2.3.8 Polonyna Kuk
  - 2.2.3.9 Polonyna Krasna
  - 2.2.3.10 Svydivec
  - 2.2.3.11 Čornohora
  - 2.2.3.12 Hrynjavy
- 2.2.4 Munții Carpați ai Moldo-Munteniei [RO] 
  - 2.2.4.1 Obcinele Bucovinei (tj. Obcina Mare + Obcina Feredeului), MMB
  - 2.2.4.2 Munții Stânișoarei, MMT
  - 2.2.4.3 Munții Tarcăului, MMT
  - 2.2.4.4 Depresiunea Comănești, MMT
  - 2.2.4.5 Munții Nemira, MMT
  - 2.2.4.6 Munții Ciucului (zahrnují Munții Bodocului), MMT
  - 2.2.4.7 Munții Bârsei, MC
  - 2.2.4.8 Ciucaș, MC
  - 2.2.4.9 Munții Buzăului, MC
  - 2.2.4.10 Vrancea, MC

### 2.3Vnitřní Východní Karpaty
(Vnútorné Východné Karpaty / Carpații Orientali Interiori / Внутрішні Східні Карпати; [SK/RO/UA], subprovincie)
- 2.3.1 Vihorlatsko-gutínska oblasť / Munții Vihorlat-Gutâi / Vulkaničnyj chrebet [SK/UA/RO] (oblast)
  - 2.3.1.1 Vihorlatské vrchy [SK] + Vyhorlat [UA]
  - 2.3.1.2 Makovycja [UA]
  - 2.3.1.3 Velikyj Dil [UA]
  - 2.3.1.4 Tupyj [UA]
  - 2.3.1.5 Munții Oașului + Depresiunea Oașului [RO], MMB
  - 2.3.1.6 Munții Gutâiului [RO], MMB
  - 2.3.1.7 Munții Țibleșului [RO], MMB
- 2.3.2 Munții Bistriței [RO] 
  - 2.3.2.1 Munții Bistriței (tj. Masivul Pietrosul + Masivul Budacul + Masivul Ceahlău, někdy považována za samostatná pohoří), MMT
  - 2.3.2.2 Obcina Mestecăniș, MMB
  - 2.3.2.3 Depresiunea Dornei, MMB
  - 2.3.2.4 Munții Giumalău-Rarău, MMB
  - 2.3.2.5 Munții Giurgeului, MMT
  - 2.3.2.6 Munții Hășmașu Mare, MMT
- 2.3.3 Munții Căliman-Harghita [RO] 
  - 2.3.3.1 Munții Bârgăului, MMT
  - 2.3.3.2 Munții Călimani, MMT
  - 2.3.3.3 Munții Gurghiului, MMT
  - 2.3.3.4 Munții Harghita, MMT
  - 2.3.3.5 Munții Baraolt, MMT
  - 2.3.3.6 Munții Perșani, MMT
- 2.3.4 Depresiunea Giurgeu-Brașovului [RO]
  - 2.3.4.1 Depresiunea Giurgeului, MMT
  - 2.3.4.2 Depresiunea Ciucului, MMT
  - 2.3.4.3 Depresiunea Brașovului, MC
- 2.3.5 Carpații Maramureșului [UA/RO], MMB
  - 2.3.5.1 Marmaros'ka ulohovyna / Depresiunea Maramureșului [UA/RO], MMB
  - 2.3.5.2 Rachivs'kyj masyv [UA] + Munții Maramureșului [RO], MMB
  - 2.3.5.3 Munții Rodnei [RO], MMB

## Jižní Karpaty[RO]
- 3.1 Vněkarpatské sníženiny (3)
  - 3.1.1 Subcarpații Getici
  - 3.1.2 Podișul Getic
- 3.2 Grupa Munții Bucegi (skupina)
  - 3.2.1 Munții Bucegi
  - 3.2.2 Munții Leaotă
  - 3.2.3 Culoarul Rucăr-Bran
- 3.3 Grupa Munții Făgărașului (skupina)
  - 3.3.1 Munții Făgărașului
  - 3.3.2 Munții Iezer
  - 3.3.3 Piatra Craiului
  - 3.3.4 Munții Cozia
  - 3.3.5 Depresiunea Loviștei
- 3.4 Grupa Munții Parângului (skupina)
  - 3.4.1 Munții Parângului
  - 3.4.2 Munții Șureanu / Munții Sebeșului
  - 3.4.3 Munții Cindrel / Munții Cibinului
  - 3.4.4 Munții Lotrului
  - 3.4.5 Munții Căpățânii
  - 3.4.6 Depresiunea Petroșani
- 3.5 Grupa Munții Retezat-Godeanu (skupina)
  - 3.5.1 Munții Retezat
  - 3.5.2 Munții Godeanu
  - 3.5.3 Munții Vâlcanului
  - 3.5.4 Munții Mehedinți
  - 3.5.5 Munții Cernei
  - 3.5.6 Munții Țarcu

## Rumunské Západní Karpaty[RO/RS]
- 4.1 Munții Apuseni [RO] (Apusenské hory)
  - 4.1.1 Munții Criș
    - 4.1.1.1 Dealurile Crișene (zahrnuje Depresiunea Beiuș a Depresiunea Vad)
    - 4.1.1.2 Pădurea Craiului
    - 4.1.1.3 Munții Codru-Moma

  - 4.1.2 Munții Seș-Meseșului
    - 4.1.2.1 Munții Meseșului
    - 4.1.2.2 Muntele Seș
    - 4.1.2.3 Depresiunea Șimleu (často považováno za část Transylvánské pánve-Podișul Someșan)
    - 4.1.2.4 Munții Șimleu (často považováno za část Transylvánské pánve-Podișul Someșan)

  - 4.1.3 Masivul Bihor
    - 4.1.3.1 Munții Bihorului
    - 4.1.3.2 Muntele Mare
    - 4.1.3.3 Munții Gilăului

  - 4.1.4 Munții Mureșului
    - 4.1.4.1 Munții Zarandului
    - 4.1.4.2 Munții Metaliferi (zahrnují Munții Trascăului)
- 4.2 Munții Poiana Ruscă [RO] (někdy jsou přiřazovány k Jižním Karpatům)
  - 4.2.1 Poiana Ruscă
  - 4.2.2 Podișul Lipovei
  - 4.2.3 Culoarul Bega-Timiș
  - 4.2.4 Culoarul Orăștiei (zahrnuje Depresiunea Hațegului)
- 4.3 Munții Banatului [RO/RS] (Banát) (někdy jsou přiřazovány k Jižním Karpatům)
  - 4.3.1 Munții Banatului (tj. Munții Semenic, Munții Locvei, Munții Aninei a Munții Dognecei)
  - 4.3.2 Munții Almăjului
  - 4.3.3 Culoarul Timiș-Cerna (zahrnuje Depresiunea Almăj)
  - 4.3.4 Dealurile Carașului

## Transylvánská vysočina[RO]
Rumunsky Podișul Transilvaniei. (Někdy nebývá považována za součást Karpat.)
- 5.1 Depresiunea Transilvaniei
  - 5.1.1 Depresiunea Mureș-Turda
  - 5.1.2 Depresiunea Sibiului
  - 5.1.3 Depresiunea Făgărașului
- 5.2 Podișul Transilvaniei
  - 5.2.1 Podișul Târnavelor (zahrnuje Podișul Hârtibaciului a Podișul Secașelor)
  - 5.2.2 Câmpia Transilvanie neboli Podișul Transivan(iei) sensu stricto
  - 5.2.3 Podișul Someșan neboli Podișul Someșelor

## Srbské Karpaty[RS]
Srbsky Karpatske planine, tj. „Karpatské hory“. Někdy bývají řazeny pod Jižní Karpaty (společně s Banátskými horami), někdy nejsou vůbec považovány za součást Karpat, nýbrž Balkánských hor. Důvodem je praktická neexistence jasné geologické hranice.
- 6.1 Miroč planina
- 6.2 Homoljske planine
- 6.3 Veliki i Mali Krš
- 6.4 Deli Jovan
- 6.5 Beljanica planina
- 6.6 Kučajske planine
- 6.7 Rtanj planina
- 6.8 Ozren i Devica